# Litsea magnifica
Litsea magnifica är en lagerväxtart som först beskrevs av Friedrich Anton Wilhelm Miquel, och fick sitt nu gällande namn av Jacob Gijsbert Boerlage. Litsea magnifica ingår i släktet Litsea och familjen lagerväxter. Inga underarter finns listade i Catalogue of Life.